# Mapaz Affärssystem
Mapaz Affärssystem (tidigare Mapaz MPS) är ett affärssystem, även kallat MPS eller ERP, som utvecklas av det svenska företaget Mapaz AB. Systemet är Windows-baserat och består av en klientdel och en serverdel.

## Exempel på funktioner
- Fakturering
- Inköpsorder
- Kundorder
- Produktionsorder
- Produktionsplanering
- Inventariesystem - anläggningsregister
- Kundreskontra
- Lageradministration
- Leverantörsreskontra
- Logistik
- MPS Material- och produktionsstyrning - övrig industri
- Projekthantering
- Tids- och resursplanering
- Tidsinrapporteringssystem

## Integrationslösningar
Programmet har integrationslösningar mot program från:
- Visma - Fakturering, kunder, leverantörer
- Hogia - Fakturering, kunder, leverantörer
- FDT - Fakturerung, kunder, leverantörer
- System 3R - Automation, produktionsuppföljning